# Koboli
Koboli este o localitate din comuna Komen, Slovenia, cu o populație de 20 de locuitori.